# Mauro Gibellini
Mauro Gibellini (Fossalta di Portogruaro, 26 aprile 1953) è un ex calciatore e dirigente sportivo italiano.
È stato uno dei più prolifici bomber della Serie B a cavallo degli anni settanta e ottanta del XX secolo.

## Carriera

### Giocatore
La sua carriera può essere suddivisa in due fasi: la prima nelle file della SPAL (che lo lanciò dopo che Paolo Mazza lo scoprì in Veneto) con cui disputa 8 campionati (5 in  B e 3 di C); la seconda in cui cambia casacca ogni anno. In ogni piazza in cui milita si mette in luce come attaccante dinamico, in grado di ricoprire sia il ruolo di centravanti che di ala sinistra, e di andare a rete con grande puntualità, superando 6 volte in B e una in C le 10 reti in campionato a stagione, cosa ancor più rilevante se si considera la scarsità delle realizzazioni nei campionati dell'epoca.

Gibellini al Perugia nell'annata 1984-1985

I suoi maggiori successi in carriera consistono in due promozioni in Serie A con Verona nel 1981-82 e Como nel 1983-84 e tre dalla C alla B (due con la SPAL nel 1972-73 e nel  1977-78, e una col Padova nel 1986-87). Poco fortunato e fugace è invece il rapporto di Gibellini con la massima serie, limitato infatti al solo inizio della stagione 1982-83, quando col Verona totalizza 7 presenze e una rete (nel successo casalingo dei gialloblu contro l'Avellino) per essere poi ceduto nella sessione autunnale di calciomercato (che era detta "di riparazione") al Bologna. In carriera ha totalizzato complessivamente 7 presenze e una rete in Serie A, e 264 presenze e 88 reti in Serie B, dove ha giocato anche con Bologna, Perugia e Cesena.

### Dirigente
Una volta conclusa l'attività agonistica intraprende prima la carriera di allenatore, quindi quella di direttore sportivo, entrambe svolte prevalentemente in Serie C. Dal 2000 al 2003 è direttore sportivo della società FC Südtirol con Sannino e Tesser come allenatori; durante il suo mandato il club altoatesino struttura il proprio settore giovanile, de facto in precedenza non esistente. Nelle due stagioni seguenti è direttore sportivo dell'Hellas Verona in Serie B. Il 9 maggio 2006 è nominato nuovo direttore generale della Pistoiese. Il 3 ottobre 2007 diventa direttore sportivo della Cremonese. Nel 2008 lavora come osservatore per il Benevento per poi diventare a fine dicembre consulente tecnico dell'FC Südtirol.
Il 23 giugno 2010 ritorna ad essere direttore sportivo dell'Hellas Verona e con il quale il 19 giugno 2011 ottiene la promozione in Serie B. Il 7 giugno 2012, a ventiquattro giorni dalla scadenza del suo contratto, si dimette dalla carica di direttore sportivo dell'Hellas Verona, dichiarando di averlo fatto per contrasti con l'allenatore Mandorlini. Il 6 luglio 2012 è presentato come nuovo direttore sportivo del Como. Il 17 gennaio 2014, dopo una stagione e mezza, viene sollevato dall'incarico per la scelta della società lariana di proseguire con Giovanni Dolci come unico direttore sportivo.

## Calcioscommesse
Nell'estate del 2011 viene inserito nel registro degli indagati nell'ambito dello scandalo calcio-scommesse per omessa denuncia in quanto, contattato da Giorgio Buffone d.s. del Ravenna, che gli offriva la vittoria del Verona sul Ravenna, con il vantaggio del Ravenna nel primo tempo, rifiutava l'offerta ma non denunciava il tentativo di combine. Il 9 febbraio 2015 la procura di Cremona, terminate le indagini, ha formulato per lui e altri indagati le accuse di associazione a delinquere e frode sportiva. La vicenda si chiuse a luglio con il patteggiamento e la pena di 5 mesi di inibizione più un'ammenda di 10.000 euro. Per questa vicenda, è stata deferita la società Hellas Verona per responsabilità oggettiva e sarà poi condannata ad una sanzione di 50.000 euro .

## Palmarès

### Giocatore

#### Competizioni nazionali
- Campionato italiano Serie C: 2

SPAL: 1972-1973 (girone B), 1977-1978 (girone B)
- Campionato italiano di Serie B: 1

Verona: 1981-1982